# Al-Shajar
Al-Shajar (tiếng Ả Rập: الشجر) là một ngôi làng Syria nằm trong tiểu khu Suqaylabiyah của huyện al-Suqaylabiyah ở tỉnh Hama. Theo Cục Thống kê Trung ương Syria (CBS), al-Shajar có dân số 941 trong cuộc điều tra dân số năm 2004.